# Natascha Niemczyk
Natascha Niemczyk (Dachau, 7 de febrero de 1990, hoy Natascha Oßner-Niemczyk) es una jugadora de voleibol y voleibol de playa alemana.

## Carrera

### Carrera de voleibol de interior

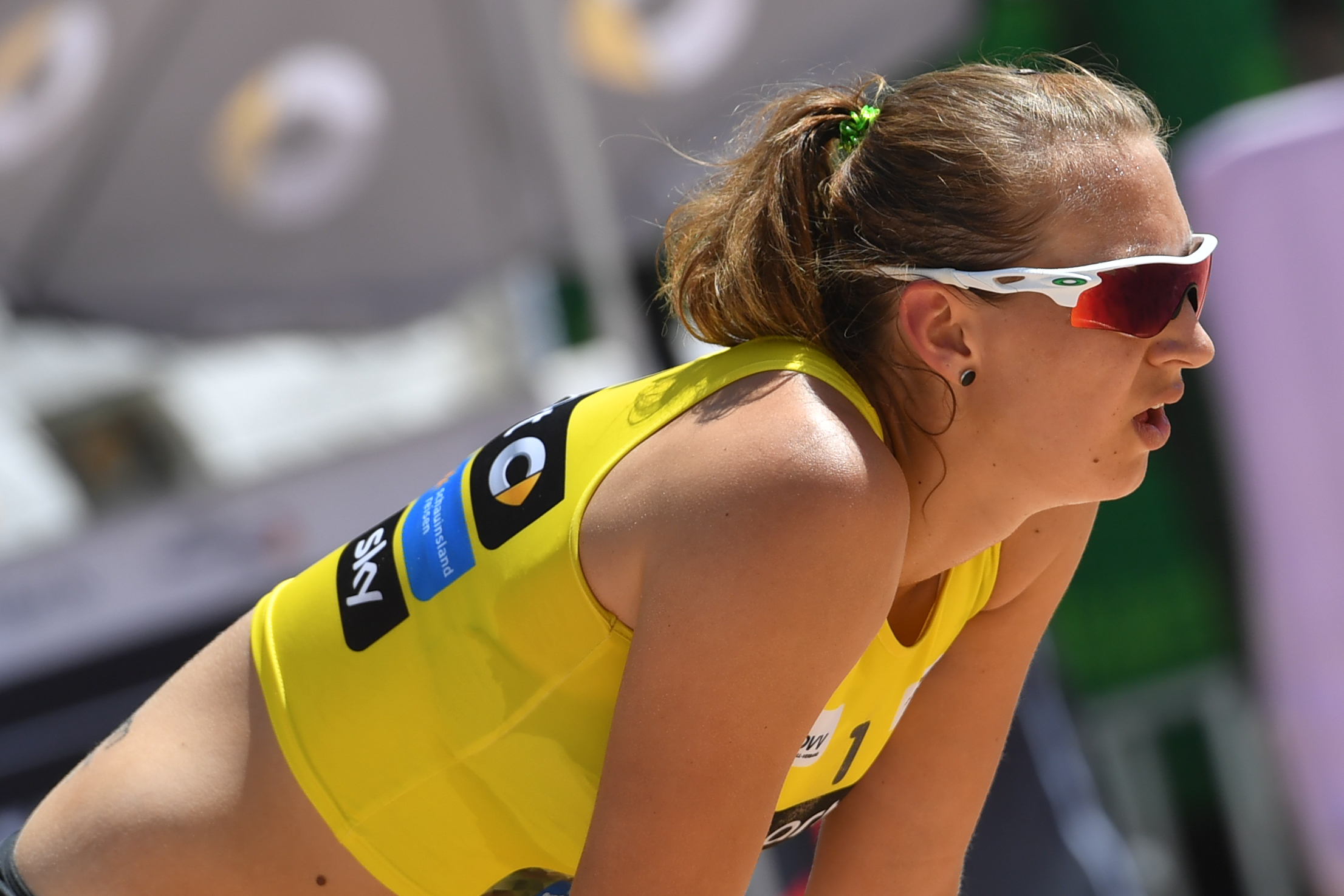
Niemczyk en el Smart Beach Tour de Núremberg en 2017.

Niemczyk comenzó su carrera en SV Lohhof. La hija de la exjugadora de la Bundesliga Sigrid Niemczyk y del exentrenador polaco Andrzej Niemczyk, fue múltiple ganadora de la Copa Federal juvenil y dos veces subcampeona de Alemania. En la temporada de ascenso 2008/09 la atacante exterior peleó como recién llegada un puesto habitual en el primer equipo del SVL. Niemczyk tuvo su primera cesión en la primera liga de voleibol en la primera jornada de la temporada 2009/10 en un partido en casa ante el Dresdner SC.
Después de descender de la máxima división alemana en 2010, la nativa de Dachau se quedó con el balón en la segunda división del equipo Unterschleißheim. Niemczyk fue la única jugadora del SVL que disputó los 24 partidos de la temporada 2010/11. Al final del año del juego, SV Lohhof se convirtió en campeón de segunda división ante DJK Augsburg-Hochzoll. Desde 2011, Niemczyk ha jugado para los rivales de la liga NawaRo Straubing, con quien ascendió a la primera Bundesliga en 2015. En diciembre de 2015, pidió al club que rescindiera su actual contrato por «motivos personales». En la primavera de 2016 jugó para el club de segunda división DJK Sportbund München-Ost, donde su compañera de voleibol de playa Sabrina Karnbaum también tiene contrato desde 2015. Después de un intento fallido de involucrarse en España, Niemczyk jugó para el recién ascendido Schwarz-Weiss Erfurt de la Bundesliga desde noviembre de 2016. En la temporada 2017/18 jugó en el club de segunda división AllgäuStrom Volleys Sonthofen. Luego de eso, Niemczyk pasó al equipo de tercera división TV Dingolfing, con quien ganó el campeonato en 2019 e hizo la 2.º promoción de la Bundesliga.

### Carrera de voleibol de playa
Niemczyk también juega voleibol de playa en torneos nacionales. Con su pareja Valeria Fedosova, se clasificó para el Campeonato de Alemania por primera vez en 2012 y terminó novena allí. En 2013 y principios de 2014 tocó con Florentina Büttner. Ganó la Smart Beach Cup en Colonia y así obtuvo su primera medalla en la serie de torneos de mayor rango. Además, volvió a alcanzar el noveno lugar en el Campeonato Alemán de Voleibol de Playa 2013. En la segunda mitad de 2014, Niemczyk jugó junto a Jelena Wlk. Desde 2015 forma un exitoso equipo con Sabrina Karnbaum. En 2016, Niemczyk/Karnbaum ganaron la medalla de oro en la Smart Super Cup de Binz. En los años que siguieron, siguieron más posiciones y medallas en el Smart Beach Tour/Techniker Beach Tour. En 2017 también ganaron el título de «Máster Universitario Alemán» y ocuparon el cuarto lugar a nivel internacional en el CEV Satellite en Vilna. En 2019 ganaron el Techniker Beach Tour en el torneo de Dresde. Niemczyk también ganó el torneo en Fehmarn con Melanie Gernert. Niemczyk/Karnbaum luego participó en el Campeonato Alemán en Timmendorfer Strand por quinta vez consecutiva, después de lo cual Karnbaum terminó su carrera después de terminar quinta. En 2020, Niemczyk jugó junto a Lisa-Sophie Kotzan, con quien se clasificó para el campeonato alemán a través del Comdirect Beach Tour 2020, donde terminó novena. Niemczyk forma parte de un equipo permanente con Gernert desde 2021. En el German Beach Tour 2021 llegaron en los puestos cinco, cinco, cuatro, cinco y cinco. A principios de septiembre, el dúo Gernert/Oßner-Niemczyk terminó quinto en el campeonato alemán.

## Vida personal
La hermana de Natascha, Saskia, y sus medias hermanas Małgorzata y Kinga, también son jugadoras de voleibol alemanas, polacas y francesas respectivamente.